# احمد عید عبدالملک
احمد عید عبدالملک (عربی: أحمد عيد عبد الملك؛ زادهٔ ۱۵ مهٔ ۱۹۸۰) یک بازیکن فوتبال اهل مصر است.

## باشگاهی
از باشگاه‌هایی که در آن بازی کرده‌است، می‌توان به باشگاه ورزشی زمالک اشاره کرد.

## تیم ملی
وی همچنین در تیم ملی فوتبال مصر بازی کرده است.